# Frangepán Borbála
Frangepán Borbála (horvátul: Barbara Frankopan, ? – Bijela Stijena, 1504), horvát nemesasszony, Frangepán Zsigmond lánya, Vuk Branković szerb despota, majd Grabarjai Beriszló Ferenc (Franjo Berislavić Grabarski) jajcai bán felesége.

## Élete
Frangepán Zsigmondnak, Otocsán urának, és az ismeretlen családból származó Jelenának lánya. Borbálának volt egy nővére, Dorottya, aki Blagaji Beriszló István grófhoz ment feleségül. Borbálát Vuk Branković a címzetes szerb despota vette feleségül, aki a „Tüzes Sárkány Vuk” (Zmaj Ognjeni Vuk) nevet a török elleni harcokban tanúsított merészsége miatt kapta. Corvin Mátyás magyar trónra lépése után segített neki elfoglalni a cseh trónt is. A király érdemeiért 1482-ben szlavóniai birtokokkal ajánkékozta meg. Borbálától nem volt élő gyermeke, de „nagy gyengédségét és szeretetét” azzal mutatta ki, hogy arra az esetre, ha túlélné őt, birtokokkal látta el. Ezért a király előzetes engedélyével 1482. május 3-án neki adományozta Fejérkő várát és Totuševina („Tewthewschyna”) uradalmát a hozzá tartozó több mint száz faluval. Borbála nagyon kötődött szülőföldjéhez. Fiumei és hreljini templomoknak értékes úrmutatókat, a trsati Szűz Mária templomnak pedig értékes ereklyetartót adományozott. Borbála valóban túlélte férjét (1485), és annak halála után továbbra is az állítólag pazarul berendezett fejérkői várban élt.
1494-ben vagy 1495-ben hozzáment grabarjai Beriszló Ferenc jajcai bánhoz (? - 1517). Tízéves házasságukról nincs információ. Amikor az ő egészségi állapota is megromlott, a Zágrábban tartózkodó Corvin János herceg 1504. február 24-én átadta neki mindazon birtokok (köztük Bijela Stijena, Rasohatar, Totuševina, Novigrad és Gradica vagy Gradiška) tulajdonjogát, amelyeket korábban Vuk Branković birtokolt. Ebből az oklevélből derül ki, hogy Borbálának a második házasságából egy János nevű fia született. Az összes többi első, és második házasságából született gyermeke már kiskorában meghalt. Frangepán Borbála még az évben, feltehetően Fejérkő várában elhunyt.